# Simona Radiș
Simona Radiș, née le 5 avril 1999, est une rameuse roumaine. Elle est sacrée championne olympique du deux de couple féminin aux Jeux olympiques d'été de 2020 avec Nicoleta-Ancuța Bodnar.

## Palmarès

### Jeux olympiques
- médaille d'or du deux de couple avec Nicoleta-Ancuța Bodnar aux Jeux olympiques d'été de 2020
- médaille d'argent du deux de couple avec Nicoleta-Ancuța Bodnar aux Jeux olympiques d'été de 2024

### Championnats du monde
- médaille d'argent du deux de couple avec Nicoleta-Ancuța Bodnar aux Championnats du monde 2019

### Championnats d'Europe
- médaille d'or du deux de couple avec Nicoleta-Ancuța Bodnar aux Championnats d'Europe 2021
- médaille d'or du deux de couple avec Nicoleta-Ancuța Bodnar aux Championnats d'Europe 2020
- médaille d'argent du deux de couple avec Nicoleta-Ancuța Bodnar aux Championnats d'Europe 2019